# Clarinda, Iowa
Clarinda är en stad (city) i Page County, i delstaten Iowa, USA. Enligt United States Census Bureau har staden en folkmängd på 5 588 invånare (2011) och en landarea på 13,4 km². Clarinda är huvudort i Page County.
Glenn Miller föddes i Clarinda 1904.